# USS LST-410
O USS LST-410 foi um navio de guerra norte-americano da classe LST que operou durante a Segunda Guerra Mundial.